# سيسيليا لوبيز
سيسيليا لوبيز (بالإسبانية: Cecilia López Montaño)‏ (و. 1943  م) هي اقتصادية، وسياسية كولومبية، ولدت في بارانكيا، هي عضوةٌ في الحزب الليبرالي الكولومبي.

## مناصب
تولت منصب عضو مجلس الشيوخ في كولومبيا ‏
.

## التعليم
تعلمت في University of the Andes (Colombia) ‏
.